# Yèbles
Yèbles és un municipi francès, situat al departament de Sena i Marne i a la regió de l'Illa de França.
Forma part del cantó de Nangis, del districte de Melun i de la Comunitat de comunes Brie des Rivières et Châteaux.